# Neuspremberg

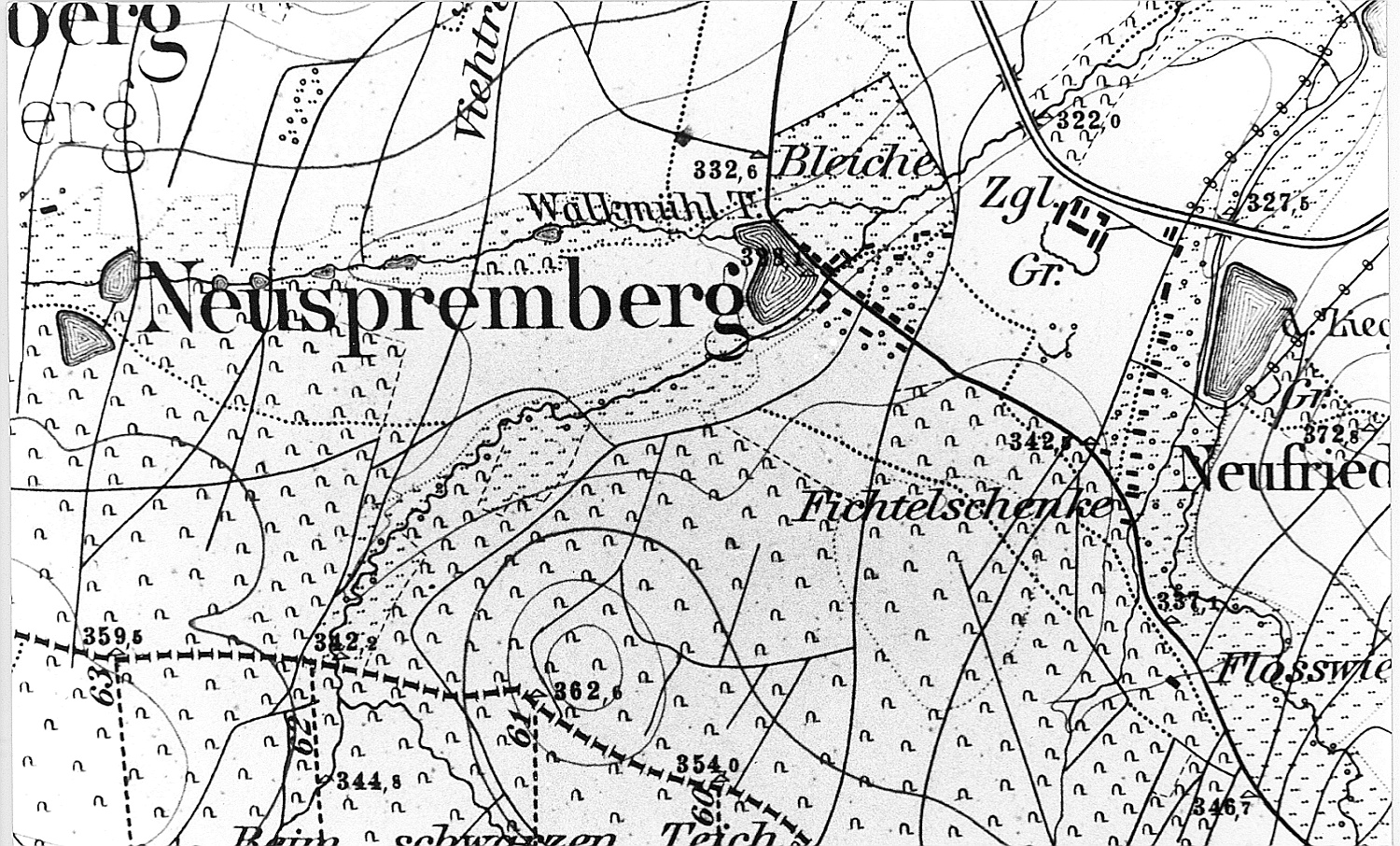
Karte mit Neuspremberg von 1883

Neuspremberg, Ortsteil von Neusalza-Spremberg, liegt südlich von Neusalza einen Kilometer östlich vom Ortsteil Sonneberg und ist ein Industriestandort.
Aus den Forstflächen am Jitrovník (Jüttelberg) kommend, vereinigt sich das Forellenflössel mit dem Sonnebergwasser dort, wo schon im 17. Jahrhundert beide zu einem Teich angestaut wurden. Im Jahr 1674 wurde daneben eine Tuchwalke eingerichtet und kurz darauf war auch eine Neue Schenke vorhanden. 1735 beabsichtigte die Gutsherrschaft, die damals Carl Heinrich von Hoym von 1711 bis 1736 ausübte, hier eine neue Gemeinde zu gründen, um „die herrschaftlichen Intraden (Einnahmen) zu vermehren“. So wurden auf der Rittergutsflur gegen 4 Taler Pacht jährlich und 6 Groschen Steuer an die Gemeinde 8 Baustellen mit jeweils ca. 2 Scheffeln Land vergeben. Das Holz zum Bauen erhielten die Siedler kostenlos. Auf der benachbarten „Rothen Lehde“ und im Wald auf dem Schinderplan und am Hofebuschberg konnte das städtische Vieh weiden, das täglich auf der Viehtreibe, einem Weg von Neusalza Richtung Südwesten, herausgebracht wurde. An 3 Wohnhäusern im Ort ist noch Umgebinde zu erkennen. Zu der geplanten Gemeinde-Neugründung kam es jedoch aufgrund der instabilen politischen und ökonomischen Verhältnisse jener Zeit in Kursachsen nicht.
Im Jahr 1849 errichtete Adolph Tuchatsch auf dem Grundstück der Walkmühle nach belgischem Muster eine Flachsbereitungsanstalt. Der Walkmühl-Teich, der heute zweigeteilt als Insel- und Fabrikteich besteht, diente zur Kaltwasser-Röste mit mechanischer Aufbereitung. In 100 Kästen ließ man jeweils 1500 Zentner Flachs 14 Tage lang im Wasser liegen und trocknete den Rohstoff dann auf den angrenzenden Wiesen. 30 Arbeiter veredelten jährlich 9.000 bis 10.000 Zentner Rohflachs für die Flachsspinnerei in Hirschfelde an der Neiße. 1875 kaufte ein Zittauer Fabrikant die Fabrik und wandelte sie in eine Chlor-Bleicherei um. Später wurde die Flachsröste wieder aktiv, die 80 bis 90 Arbeitskräfte beschäftigte.
Nach dem Zweiten Weltkrieg im Jahr 1945 wurde die Flachsröste enteignet und in Volkseigentum überführt, kurz darauf aber in eine Knopffabrik reorganisiert. Ein weitreichender Neu- und Umbau erfolgte 1965, als der Betrieb als VEB Duroplast-Presswerk Neusalza-Spremberg fortgeführt wurde. Ab 1971 wurde dieses Zweigwerk durch das Kombinat Duro- und Thermoplast Ottendorf-Okrilla verwaltet, in dem täglich etwa 300 Arbeiter mit Bussen von auswärts anreisten. 90 % der hergestellten Plasteerzeugnisse wurden im VEB Schaltelektronik bzw. Elektro-Schaltgeräte Oppach, kurz ESGO, weiterverwertet. Bis zur Wende in der DDR (1989/90) befand sich im OT Neuspremberg die Zentralschule des Ministeriums für Glas- und Keramikindustrie (MfGuK).
Heute ist das neue Gewerbegebiet Rumburger Straße auf dem Gelände des früheren Duroplast-Betriebes, der fast komplett abgerissen wurde, fertiggestellt und wartet auf weitere Gewerbeansiedlung. Etwa 20000 m² Fläche stehen zur Verfügung. Zwischenzeitlich, seit
1991, siedelte sich die Fa. plastic concept GmbH an. Das anerkannte Unternehmen entwickelte sich unter marktwirtschaftlichen Aspekten als Zulieferer für Systembauteile und Baugruppen aus Kunststoff, insbesondere für die Autoindustrie (vgl. L. Mohr 2017, S. 50).